# Синьогуб Сергій Силович
Синьогуб Сергій Силович (1 (13) грудня 1851, с. Біляївка, тепер Вільнянського району Запорізької області — 20 жовтня (2 листопада) 1907, Томськ) — поет, народник, входив до гуртка «чайковців».
Засуджений до 9 років каторги на процесі 193-х.
Відбував покарання на Карі. З 1881 — на поселенні в Читі. Синьогуб — автор спогадів «Записки чайковця» (вид. 1929), революційних віршів. 